# Хорн, Джанет

Шекспировские три ведьмы

Джанет (Дженни) Хорн (англ. Janet Horne; ?—1727) — шотландка, жертва охоты на ведьм, последняя в Великобритании женщина, официально обвинённая в колдовстве и сожжённая на костре.
Д. Хорн и её дочь по обвинению её соседей были арестованы в Дорнохе в Сазерленде и брошены в тюрьму. Д. Хорн была на тот момент старой женщиной, а у её дочери присутствовала деформация рук и ног. Соседи обвиняли Хорн в том, что она использовала свою дочь в качестве пони, чтобы ездить к дьяволу, для прелюбодеяния.
Судебный процесс был проведен очень быстро; шериф, судивший их, признал женщин виновным и приговорил их к сожжению на костре. Дочь сумела сбежать из тюрьмы, а Джанет была раздета, облита смолой, провезена через город в бочке и сожжена на костре в 1727 году. Через девять лет после её смерти в Шотландии была отменена охота на ведьм.
Имя Джанет (или Дженни) Хорн стало нарицательным названием ведьм на севере Шотландии, поэтому, каким могло быть настоящее имя этой женщины неизвестно.